# 豬油拌飯

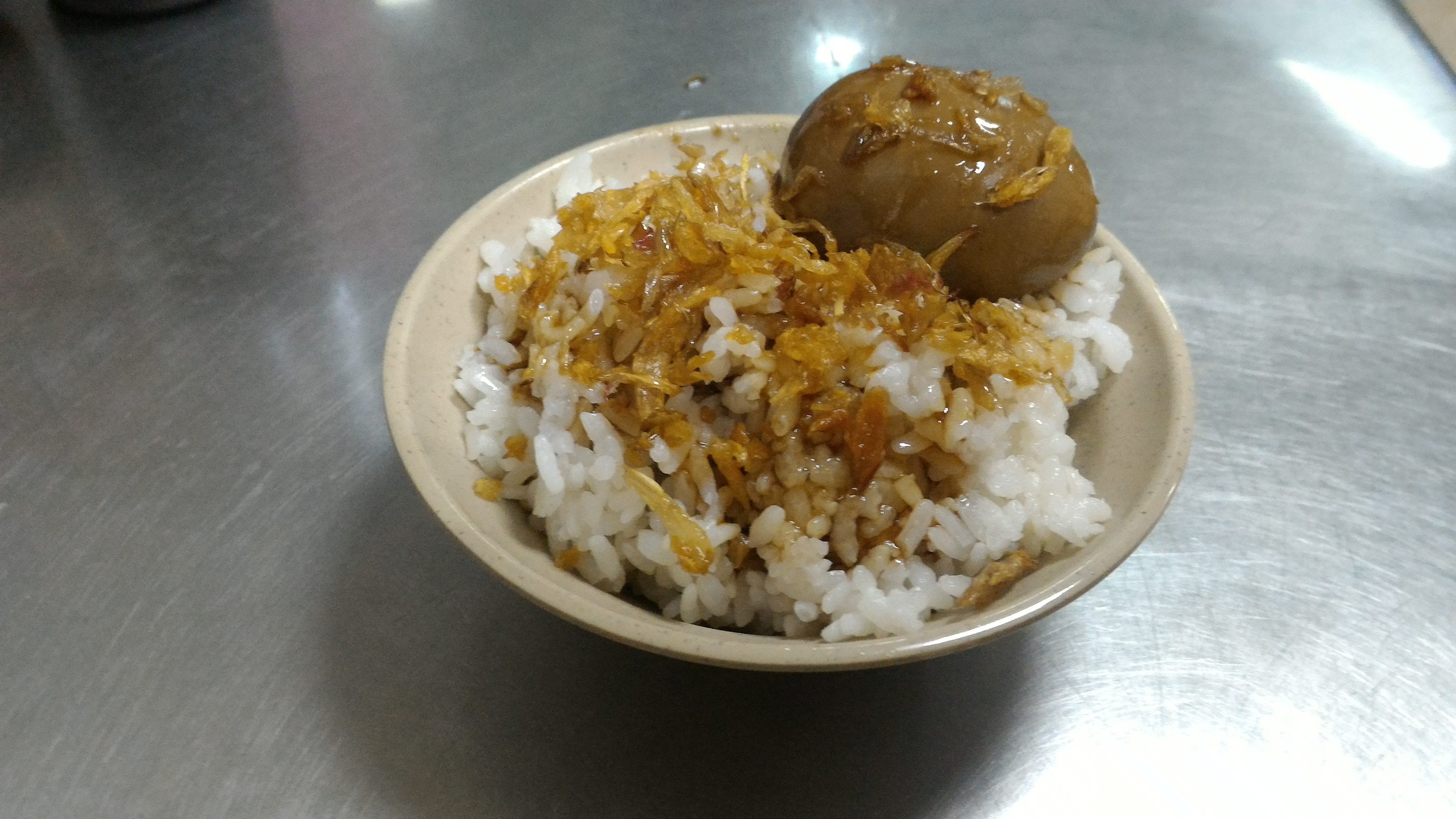
灑一些油蔥和淋一點醬油再加點一顆滷蛋的豬油拌飯。

豬油拌飯、豬油撈飯、豬油攪飯、豬油飯，是從前東亞地區及中國南方的米飯吃法，過往亦盛行於香港及台灣。從前人們生活貧困時會因為沒有肉類吃，於是只在米飯拌豬油代替肉類。與魚翅撈飯相比，豬油拌飯含有窮困的意思。

## 背景
香港在1960年代及台灣在1970年代前的經濟發展僅相當於發展中國家的水平，人民的整體收入不高，尤其是處於社會低下階層的家庭，有時會買不起肉類做餸菜。因為豬肉中的肌肉部分通常較貴，而豬肉中的脂肪則較便宜，所以貧窮的家庭會購買肥豬肉或收集肉販從豬肉切下的豬脂肪，再放在加油少量油的鍋中慢慢加熱，當中的水分會被蒸發，而肥豬肉中的脂肪會流出及炸出豬油，然後待豬油冷卻凝固，便可放入瓶子中持久儲存。當要食用時可用筷子或竹簽挑出一小塊乳白色的豬油，再放進熱騰騰的米飯中待其熔化，之後加一點醬油和米飯撈勻，米飯就變得香口惹味，甚至連菜餚都不用便可吃完整碗飯。肥豬肉炸油後餘下的「豬油渣」可作為其他餸菜的配料，香港有人用於製作油渣麵或沾砂糖作為零食。

## 現在

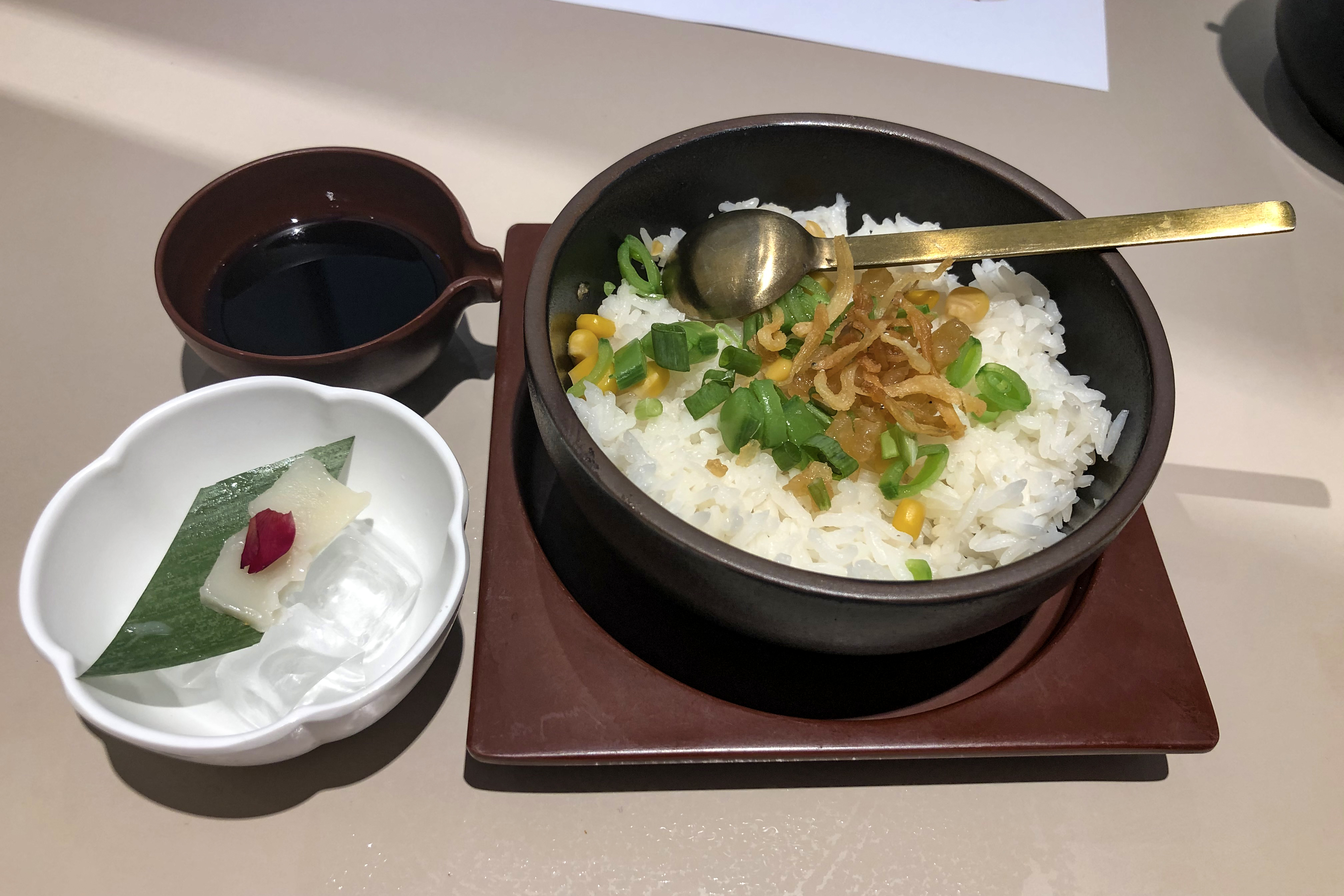
經蔡瀾改進的豬油撈飯，圖中左上角為醬油，左下角為豬油

由於豬油含有大量飽和脂肪，長期食用豬油不利人體循環系統的健康，在物質豐富的年代，已很少人會直接把豬油用於拌飯，但仍有食肆供應豬油飯作為一種懷舊食品。香港元朗的大榮華酒樓有豬油撈飯供應，用上等燒豬油、頭抽、上等絲苗白飯，分開上桌讓客人隨自己喜好放豬油和醬油的量。香港四大才子之一的蔡瀾認為豬油撈飯是人生中「死前必吃」的佳餚之一。

### 文獻
胡天蘭. . 凱特文化出版社. 2010-11-18: 224頁. ISBN 986-617-511-1. （原始内容存档于2014-09-10） （中文）.

## 外部鏈接
维基共享资源上的相關多媒體資源：豬油拌飯